# По трупам к счастью (фильм)
«По трупам к счастью» (1915) — немой художественный фильм Виктора Туржанского по роману А. Пазухина. Вышел на экраны 15 ноября 1915 года. Фильм не сохранился.

## Сюжет
Герой не останавливается ни перед чем для достижения своих целей.

## Критика
В. Туркин отнёсся к фильму иронично:

«По трупам к счастью», «И ждёт она суда нечеловеческого», «Загробная скиталица», «Сын страны, где царство мрака», «Розы в крови», <...> и т.д. - все эти страшные названия никого не испугают и не привлекут <...> если барабан издаёт громкий звук, то внутри он совершенно пуст. <...> Они до того мало остаются в памяти, что вы их смешиваете в одно сумбурное представление о каких-то убийствах, а что было кроме убийств, не помните. <...> Нас вполне удовлетворяет аккуратность постановок, но нам обидно, что все усилия направляются на создание в полном смысле слова экранной макулатуры.— "Пегас", 1916, №5, стр. 77-79